# 伯克鎮區 (明尼蘇達州派普斯通縣)
伯克鎮區（英語：Burke Township）是位於美國明尼蘇達州派普斯通縣的一個行政鎮區。

## 歷史
伯克鎮區於1879年設立，得名自來自愛爾蘭的傳教士托馬斯·尼古拉斯·伯克（Thomas Nicholas Burke）。

## 地方資料
伯克鎮區的面積為89.58平方千米，當中陸地面積為89.47平方千米，而水域面積為0.11平方千米。根據2020年美國人口普查的數據，當地共有人口211人，而人口密度為每平方千米2.36人。